# Hexatoma (Eriocera) propinquua
Hexatoma (Eriocera) propinquua is een tweevleugelige uit de familie steltmuggen (Limoniidae). De soort komt voor in het Neotropisch gebied.